# Понтиле (Мачерата)
Понтиле (итал. Pontile) насеље је у Италији у округу Мачерата, региону Марке.
Према процени из 2011. у насељу је живело 146 становника. Насеље се налази на надморској висини од 469 м.